# Skordyskowie

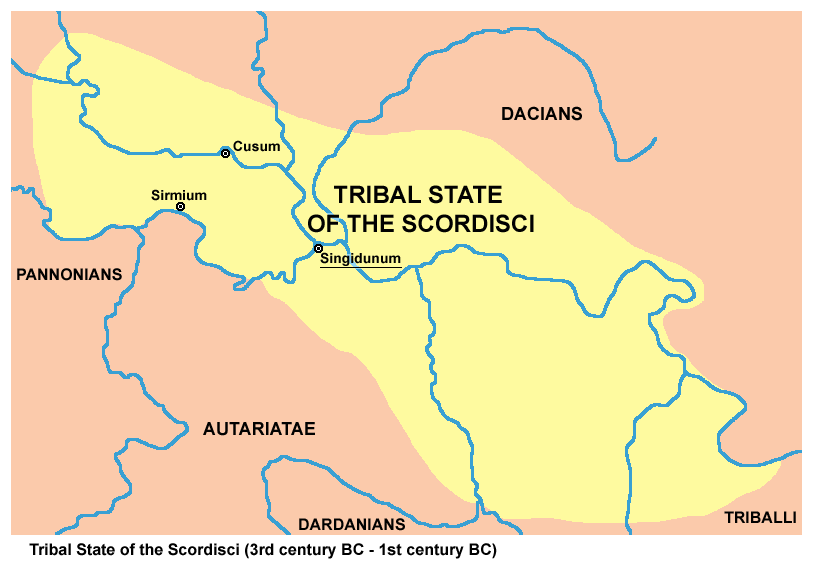
Państwo plemienne Skordysków w III-I w. p.n.e.

Skordyskowie (gr. Σκορδίσκοι, łac.Scordisci, Scordistae) – mieszane tracko-celtyckie plemię zajmujące w starożytności tereny obecnej Serbii, u zbiegu rzek Sawy, Drawy i Dunaju. Ich główne siedziby to Singidunum i Taurunum (obecny Belgrad). Przeprowadzali łupieżcze najazdy na Grecję, przeciwstawili się najazdowi Cymbrów i Teutonów, wielokrotnie walczyli też z rzymskimi namiestnikami Macedonii, aż zostali podbici przez Tyberiusza za czasów Augusta w 15 p.n.e.

## Pochodzenie
Skordyskowie wywodzili się z Celtów i pojawili się na terenie zbiegu rzek Sawy, Drawy i Dunaju w IV/III w. p.n.e. w czasie migracji Celtów na Bałkany, która osiągnęła punkt kulminacyjny w czasie ich wielkiego najazdu na Trację, Macedonię i Grecję w latach 280-279 p.n.e. Jovan Todorović na podstawie relacji Strabona określił tereny zasiedlone przez Skordysków w widłach Sawy i Dunaju, we wschodniej Slawonii oraz między Cisą a Dunajem ziemią „Wielkich Skordysków”, natomiast ziemie „Małych Skordysków” miały według niego leżeć na wschód od rzeki Morawy oraz w południowej części Banatu . Przybysze wymieszali się z Trakami i Ilirami oraz ulegali wpływom Daków. Nazwa Skordyskowie może mieć związek ze starożytną nazwą góry Scardus, Scodrus lub Scordus (obecnie znana jako Szar Płanina).

## Historia

### III p.n.e.
W latach 280-279 p.n.e. Celtowie dokonali wielkiego najazdu na Trację, Macedonię i Grecję, m.in. w celu znalezienia nowych siedzib. W bitwie pod Bitolą pokonali króla Macedonii Ptolemeusza Keraunosa, następnie wtargnęli do Grecji, pokonali Greków pod Termopilami i zaatakowali sanktuarium w Delfach. W bitwie w okolicach Delf wojska króla Antiocha I i Antygona II Gonatasa pokonały Celtów pod wodzą Brennusa. Sam Brennus zmarł w wyniku odniesionych ran. Według wzmianki Atenajosa, część Celtów pod wodzą Bathanatiusa zawróciła w stronę Dunaju, gdzie osiedlili się i od nich wywodzą się Skordyskowie.

### II p.n.e.
Byli sojusznikami króla Macedonii Filipa V przeciwko Dardanom i Rzymianom w latach 183-179 p.n.e. W planach króla mieli razem z Bastarnami skierować swe siły do Italii po zajęciu siedzib Dardanów, którzy dokonywali najazdów na Macedonię. Śmierć Filipa w 179 p.n.e. przeszkodziła w realizacji całego planu. Za rządów Perseusza, następcy Filipa, Skordyskowie razem z Trakami wspierali Bastarnów w walkach z Dardanami w latach 179-175 p.n.e. Walczyli też często z trackim plemieniem Tryballów (Tribalów).
Skordyskom przypisuje się utworzenie osady na terenie plemienia Mezów pod celtycką nazwą Dunonia, później przez Rzymian określanej jako Bononia (obecnie Vidin), co mogło być oznaką wpływów i dominacji skordyskiej nad tym plemieniem. Inna miejscowość o celtyckiej nazwie Icacidunum położona blisko ujścia Iskyru (łac. Oescus) do Dunaju również może być świadectwem obecności Skordysków na terenach tym razem plemienia Tryballów. Mieszany lateńsko-tracki obrządek pogrzebowy typu Padea-Panagjurski Kolonii, który wiązał się z umieszczaniem w grobach celtyckiej broni, jest efektem silnych oddziaływań i zapewne osadnictwa Skordysków głównie w II w. p.n.e. na terenie dzisiejszej Oltenii i Bułgarii.
Po utworzeniu rzymskiej prowincji Macedonia w 146 roku p.n.e., Skordyskowie byli jednym z głównych wrogów nowo utworzonej prowincji i sprawiali wiele problemów jej namiestnikom. W 141 roku p.n.e. zadali klęskę rzymskim wojskom pod dowództwem jednego z pretorów Didiusza Juniusza Sylanusa lub Publiusza Korneliusza Scypiona Nazyki Serapiona. Zostali pokonani w 135 p.n.e. przez pretora Marka Koskoniusza w Tracji. W 119 p.n.e., zgodnie z pomnikiem odnalezionym w Tesalonice, zginął pretor Sekstus Pompejusz, prawdopodobnie dziadek triumwira Gnejusza Pompejusza, w walce z Celtami, najprawdopodobniej ze Skordyskami niedaleko Stobi leżacego w pobliżu współczesnej wsi Gradsko. Jego kwestor Marek Anniusz zebrał dostępne mu siły i pokonał Skordysków oraz zgromadził rozproszone resztki oddziałów Pompejusza. Gdy Skordyskowie powrócili, zostali pokonani przez Anniusza przy wsparciu Traków.
W 114 p.n.e. przeciwstawili się Cymbrom i Teutonom, którzy wyruszyli z terenów Jutlandii. W tym samym roku przeprowadzili wyprawę łupieżczą na Grecję, podczas której zaskoczyli i pokonali wojska konsula Gajusza Porcjusza Katona. Innemu konsulowi z 112 p.n.e. Markowi Liwiuszowi Druzusowi powiodło się lepiej. Gdy był namiestnikiem Macedonii w latach 111-110 p.n.e. pokonał Skordysków i dzięki temu po powrocie do Rzymu w 110 p.n.e. odbył triumf. Zostali też pokonani przez Marka Minucjusza Rufusa w 107 p.n.e., który jako prokonsul (konsulem był w 110 p.n.e.) sprawował namiestnictwo Macedonii i Tracji. Bitwa rozegrała się gdzieś nad środkowym biegiem rzeki Hebros. W następnym roku odbył triumf za zwycięstwa nad Skordyskami i innymi plemionami trackimi.

### I p.n.e.
Wspólnie z Dardanami i Medami napadali na rzymską Macedonię. W 88 p.n.e. zostali rozbici przez pretora i namiestnika Macedonii Lucjusza Korneliusza Scypiona Azjatyckiego, po tym jak złupili Delfy. Porażka ta była na tyle dotkliwa, że schronili się nad Dunajem i na jego wyspach, a ich znaczenie zaczęło podupadać.
Między 56 a 50 p.n.e. zostali pokonani i podporządkowani przez Burebistę władcę Daków, którego potem wspierali w walkach z celtyckimi plemionami Bojów i Taurysków.
W 15 p.n.e. zostali pokonani przez Tyberiusza i podporządkowani władzy Rzymu. Wspierali też Tyberiusza jako najemnicy w czasie tłumienia powstania w Panonii w 12 p.n.e.

## Kultura materialna
Skordyskom przypisuje się zamówienie wykonania srebrnego kotła, odkrytego w Gundestrup w Danii, który najprawdopodobniej został zrabowany przez Cymbrów w czasie ich najazdu na tereny naddunajskie. Znane są srebrne monety emitowane przez Skordysków, które naśladowały tetradrachmy Filipa II . Atenajos podaje, że Skordyskowie nie wprowadzili do swego kraju złota, bo wyżej cenili od niego srebro. Skordyskowie założyli dwa miasta Singidunum i Taurunum, leżące na terenie obecnego Belgradu oraz wspomniane przez Strabona dwie miejscowości Heorta i Capedunum o nieustalonej lokalizacji.

## Religia
Wśród Skordysków składano na ołtarzach bóstw ofiary z jeńców wojennych. Mieli też w zwyczaju pić krew ludzką z wydrążonych czaszek.

### Źródła
- Appian z Aleksandrii: Historia rzymska. Przełożył Ludwik Piotrowicz. Wrocław: Zakład Narodowy im. Ossolińskich – De Agostini, 2004. ISBN 83-04-04710-1.
- Atenajos: Deipnosophistae (Uczta mędrców). Brak numerów stron w książce
- Ammianus Marcellinus: Dzieje rzymskie. Przełożył Ignacy Lewandowski. T. II. Warszawa: Prószyński i S-ka, 2003. ISBN 83-7255-140-5.
- Lucjusz Anneusz Florus: Zarys dziejów rzymskich. Przełożył Ignacy Lewandowski. Wrocław: Zakład Narodowy im. Ossolińskich we współpracy z De Agostini Polska, 2006, seria: Arcydzieła Kultury Antycznej. ISBN 83-04-04888-4. Brak numerów stron w książce
- Strabon: Geografia. Brak numerów stron w książce
- Tytus Liwiusz: Dzieje Rzymu od założenia miasta. Księgi XXI-XXVII. Przełożył Mieczysław Brożek. Wrocław: Ossolineum i Wydawnictwo PAN, 1974. Brak numerów stron w książce
- Tytus Liwiusz: Dzieje Rzymu od założenia miasta. Księgi XLI-XLV. Periochy (streszczenia) ksiąg XLVI-CXLII. Przekład i opracowanie Mieczysław Brożek. Wrocław: Ossolineum i Wydawnictwo PAN, 1982. ISBN 83-04-01318-5. Brak numerów stron w książce
- Wellejusz Paterkulus: Historia rzymska. Tłumaczył Edward Zwolski. Wrocław: Zakład Narodowy im. Ossolińskich – De Agostini, 2006, seria: Arcydzieła Kultury Antycznej. ISBN 83-04-04830-2. Brak numerów stron w książce

### Opracowania
- Christo Danow: Trakowie. Przełożył Leonard Owczarek. Warszawa: Państwowe Wydawnictwo Naukowe, 1987. ISBN 83-01-06121-9.
- Myles Dillon, Nora K. Chadwick: Ze świata Celtów. Przełożył Zygmunt Kubiak. Warszawa: Państwowy Instytut Wydawniczy, 1975.
- Krzysztof Kęciek: Wojny macedońskie. Warszawa: Wydawnictwo Attyka, 2012. ISBN 978-83-89487-01-8.
- Dáithí Ó hÓgáin: Celtowie. Dzieje. Przełożył Mariusz Zwoliński. Wydawnictwo Akademickie DIALOG, 2009. ISBN 978-83-61203-44-5.
- Petar Popović: Le monnayage des Scordisques. Nowy Sad: 1987. (fr.).
- Paweł Rochala: Imperium u progu zagłady. Najazd Cymbrów i Teutonów. Warszawa: Dom Wydawniczy Bellona, 2007. ISBN 978-83-1110634-5.
- Jovan Todorović: Kelti u jugoistčonoj Evropi. Belgrad: Muzej Grada Beograda, 1968. (serb.).
- Jovan Todorović: Skordisci: istorija i kultura. Nowy Sad: Institut za izučavanje istorije Vojvodine, 1974. (serb.). Brak numerów stron w książce
- Zenon Woźniak: Wschodnie pogranicze kultury lateńskiej. Wrocław: Zakład Narodowy im. Ossolińskich, 1974.
- Wielka Historia Świata. Pod redakcją Aleksandra Krawczuka. T. III: Świat okresu cywilizacji klasycznych. Kraków: Fogra, 2005. ISBN 83-85719-84-9. Brak numerów stron w książce
- Andrew Linott: The Roman empire and its problems in the late second century. W: The Last Age of the Roman Republic 146-43 B.C. (praca zbiorowa). Cambridge: University Press, 2008, seria: The Cambridge Ancient History. ISBN 0-521-25603-8. (ang.).
- John Vanderspoel: Provincia Macedonia. W: A Companion to Ancient Macedonia. Pod redakcją Josepha Roismana i Iana Worthingtona. Willey-Blackwell, 2010, s. 260-264. ISBN 978-1-4051-7936-2. (ang.).
- Thomas Robert Shannon Broughton: The Magistrates of the Roman Republic. T. 1. New York: American Philological Association, 1951. (ang.). Hathi Trust Digital Library. [dostęp 2015-09-25]. (ang.).